# Epinephelus labriformis
Epinephelus labriformis är en fiskart som först beskrevs av Jenyns, 1840.  Epinephelus labriformis ingår i släktet Epinephelus och familjen havsabborrfiskar. IUCN kategoriserar arten globalt som livskraftig. Inga underarter finns listade i Catalogue of Life.